# Heinitzburg
El Castillo de Heinitz (en alemán: Heinitzburg) es uno de los tres castillos en Windhoek, Namibia. Fue construido en 1914 por el arquitecto Wilhelm Sander.
Sander originalmente construyó el castillo para sí mismo, pero lo vendió en 1916 a Hans Bogislav Graf von Schwerin, que lo nombró Castillo de Heynitz en honor del nombre de nacimiento de su esposa Margarete "von Heynitz".
Heinitzburg se utiliza hoy como restaurante y hotel. El hotel es miembro del grupo Relais & Chateaux, un consorcio mundial de hoteles de lujo privados.